# Skäret (naturreservat)
Skäret är ett naturreservat i Kungsörs kommun i Västmanlands län.
Området är naturskyddat sedan 1966 och är 11 hektar stort. Reservatet består av en beteshage med gamla och grova ekar, lindar och stora hasselbuskar.